# Kielosaari (ö i Södra Savolax, Pieksämäki)
Kielosaari är en ö i Finland. Den ligger i sjön Pölkönjärvi och i kommunen Pieksämäki i den ekonomiska regionen  Pieksämäki ekonomiska region  och landskapet Södra Savolax, i den södra delen av landet, 250 km nordost om huvudstaden Helsingfors. Öns area är 7,1 hektar och dess största längd är 0,7 kilometer i sydöst-nordvästlig riktning.